# Françoise Vimeux
Pour les articles homonymes, voir Vimeux.
Françoise Vimeux, est une climatologue française.
Elle est directrice de recherche à l'Institut de recherche pour le développement (IRD), travaille au Laboratoire des sciences du climat et de l'environnement (LSCE) et au Laboratoire HydroSciences Montpellier (HSM),.

## Biographie

### Formation
Françoise Vimeux est diplômée en 1999 d'un Doctorat obtenu à l'Université Paris 7 avec une mention très honorable et les félicitations du jury. Son sujet de thèse : « Variations de l'excès en deuterium en Antarctique au cours des 400 000 dernières années : implications climatiques ». Directeur de thèse : Jean Jouzel. En 2011, elle obtient une habilitation à diriger des recherches à l'Université de Versailles-Saint Quentin en Yvelines. Thèse présentée : «Variabilité climatique dans les Tropiques et Subtropiques : apport des isotopes stables de l'eau ».
Plus récemment, elle a critiqué la montée du climatoscepticisme dans le monde et en France. Elle rappelle qu'il faut considérer les émissions de gaz à effet de serre par habitant. De ce point de vue, ce n’est alors plus la Chine qui est le plus gros pollueur mais le Qatar avec 40 t de CO2 par an et par habitant, puis Bahreïn (26 t), Brunei (25 t) et les Émirats arabes unis (25 t), le Koweït (24 t), etc. La Chine compte 8 t de CO2 par an et par habitant, les États-Unis, 15. La France arrive en 72e position avec 4,8 t.

## Coordination de projets nationaux et internationaux
- Responsable des projets Amancay 1 et 2 (variabilité climatique interannuelle à décennale en Amérique du Sud tropicale : variabilité régionale ou grande échelle ? Vers une approche fédératrice), INSU/ LEFE-EVE et INSI/PNEDC (2005-2008).
- Responsable du projet Sanvallor (forages dans les glaciers de Patagonie : trait d'union entre les Andes centrales et l'Antarctique), ANR-Programme Blanc, (2007-2010)
- Responsable du projet Youpi (Mesure en continue de la composition isotopique de la vapeur d'eau et de la précipitation à Niamey, Niger : vers une meilleure compréhension de la mousson africaine et de l'outil « isotopes stables de l'eau » dans les régions tropicales), INSU LEFE-EVE, 2011-2012.
- Responsable du projet Isotropic (Apport des isotopes stables de l'eau pour l'évaluation et la compréhension des changements de précipitation passés et futurs), ANR Blanc, 2013-2015[4].

## Prix scientifiques
- 2001 : Prix André Prud'homme, Société Météorologique de France/Météo France
- 2002 : Grand Prix Étienne Roth, CEA-Académie des Sciences avec Valérie Masson-Delmotte.
- 2006 : Prix collectif La Recherche, mention prix du ministère, 2006, La Recherche (équipe : Daniel Brunsten, Delphine Grancher, Georg Hoffmann, Vincent Jomelli, Philippe Naveau et Françoise Vimeux)[4].

## Publications
- Glacial-interglacial changes in ocean surface conditions in the Southern Hemisphere par Masson V., Jouzel J., Stievenard M., Petit J.-R. et Vimeux F., Nature, 398, 410-413, 1999.
- Covariation of carbon dioxide and temperature from the Vostok ice core after deuterium excess correction, par Cuffey K.M. et Vimeux F., Nature, 412, 523-527, 2001.
- New insights into Southern Hemisphere temperature changes from Vostok ice cores using deuterium excess correction over the last 420,000 years, par Cuffey K.M., Jouzel J. et Vimeux F., Earth and Planetary Sciences Letters, 203, 829-843, 2002.
- What are the climate controls on isotopic composition (δ D) of precipitation in Zongo Valley (Bolivia) ? Implications for the Illimani ice core interpretation par Gallaire R., Bony S., Hoffmann G., Chiang. J. and Fuertes R. et Vimeux F., Earth and Planetary Sciences Letters, 240, 205-220, 2005.
- A promising location in Patagonia for paleoclimate and environmental reconstructions revealed by a shallow firn core from Monte San Valentin (Northern Patagonia Icefield, Chile) par de Angelis M., Ginot P., Magand O., Pouyaud B., Casassa G., Johnsen S., Falourd S. et Vimeux F., Journal of Geophysical Research, sous presse, doi:10.1029/2007JD009502, 2008.
- Past climate variability from the Last Glacial Maximum to the Holocene in South America and surrounding regions, Springer, 2009.
- Evaluation of cloudiness over Monte San Valentin (Northern Patagonia Icefield) from 2000 to 2008 using MODIS observations: implications for paleoclimate investigations from ice cores, par Maignan F., Reutenauer C. et Vimeux F., Journal of Glaciology, 57, 221-230, 2011
- A 1-year long δ18O record of water vapor in Niamey (Niger) reveals insightful atmospheric processes at different timescales, par Tremoy G., Mayaki S., Souley I., Cattani O., Risi C., Favreau G., Oï M. et Vimeux F., Geophysical Research Letters, 39, L08805, doi:10.1029/2012GL051298, 2012[4],[2].

## Actions grand public
- En 2018 Françoise Vimeux présente deux vidéos intitulées La mesure des isotopes stables de l'eau[6] et Mieux comprendre le cycle atmosphérique de l'eau à l'île de la Réunion[7] sur une célèbre plateforme de streaming.
- Invitée régulière en tant qu'experte en climatologie dans les émissions C dans l'air consacrées au dérèglement climatique[8],[9],[10].
- Intervention dans l'émission l'info s'éclaire diffusée sur la chaine France Info[11].
- Intervenante dans l'émission Vos questions d'actualités diffusée sur la radio RFI[12].